# 維多利亞 (不列顛哥倫比亞)
維多利亞（英語：Victoria），加拿大華人又稱作域多利、大埠，是加拿大卑詩省的一個城市，為該省省會以及首府地區的行政中心。維多利亞位於溫哥華島最南端，面積19.47平方公里，南面瀕臨胡安·德·富卡海峽，西接埃斯奎莫爾特，北臨沙尼治，東鄰橡樹灣。據2021年人口普查所示，維多利亞市人口有91,867人，而都會區人口則有397,237人。
維多利亞是不列顛哥倫比亞省的旅遊熱點，每年都會吸引很多旅客到訪。在溫哥華市建埠以前，維多利亞是加西的重要港口。在當時，前往加拿大淘金及修建鐵路的華工，都在當地定居及生活。及至溫哥華開埠，維多利亞的地位盡失，為溫哥華所取代。但直至現在，當地還保有不少華工生活的痕跡和前往維多利亞大學留學的華人。

## 歷史
維多利亞一帶傳統是海岸沙利殊原住民的聚居地。隨著胡安·佩雷斯和詹姆斯·庫克分別於1774年和1778年航行至北美的西北岸，西班牙和英國於該帶的勘探工作亦告展開。西班牙的船隊曾於1790年代三度造訪艾斯奎摩港。
到了19世紀中葉，英美兩國開始爭奪俄勒岡地區的主權。哈德遜灣公司擔心其位於哥倫比亞河下游一帶的多個要塞（如溫哥華堡）會落入美國手中，因此於1841年委派了詹姆斯·杜格拉斯在溫哥華島南端另設一個皮毛交易站。杜格拉斯遂於1843年在現維多利亞市所在建立了亞伯特堡；要塞再於1846年以維多利亞女皇之名改稱維多利亞堡。溫哥華島殖民地於1849年成立後，當局亦將殖民地首府設於此處。
菲沙河谷於1858年出現淘金潮後，域多利迅即成為淘金者的中途補給站，人口更於數天之内從300人激增至超過5000人。淘金潮亦為域多利帶來首批亞裔居民，蓋莫倫街更成為加拿大首條唐人街。往後數十年域多利一直是加拿大最多亞洲人聚居的城市，當年更被當地華語人士稱為「大埠」（新西敏市則為「二埠」）。
域多利於1862年正式設市，而埃斯奎莫爾特亦於1865年成為皇家海軍的北太平洋艦隊總部。溫哥華島和卑詩兩個殖民地於1866年合併後，域多利亦成為新殖民地的首府，並於1871年卑詩加盟加拿大聯邦後成為卑詩省省府。
隨著加拿大太平洋鐵路於1886年開通，西岸總站所在的溫哥華開始取代域多利成為卑詩的經濟中心。溫哥華的華裔居民也逐漸增加，到了1910年代更趕過域多利。

## 人口數據
據2011年加拿大人口普查所示，域多利市有80017名居民，而包括13個城鎮、常稱大域多利的域多利人口普查都會區則有344,615名居民，是溫哥華島上人口最多的都會區，並且是全國第15大都會區。另外，包含大域多利以及其鄰近鄉郊在内的首府地區則有359,991名居民。
域多利一帶怡人的氣候、漂亮的景觀和輕鬆的生活節奏，吸引不少長者到此安享晚年。域多利及其近鄰地區的人口中有6.4%為80歲以上的居民，為全國眾都會區之首。此外，17.8%的域多利居民為65歲或以上，在全國僅次於安省彼得堡市和卑詩省基隆拿市。
有色人種佔域多利市人口12%：亞洲人佔全市人口4%，而黑人、南亞人和菲律賓人則各佔約1%。

## 交通
维多利亚市内的公共交通服務由维多利亚地區公交系統營運。當局從2000年起引入雙層巴士行駛部分路綫。鐵路服務方面，維亞鐵路過去曾營運馬拉哈特號列車，每早有一班車北上乃磨和考特尼等市，晚上有另一班車返回维多利亚，但從2011年起因軌道維修工程而停駛，復駛日期未定。
維多利亞國際機場提供來回多倫多、三藩市、西雅圖和其他加拿大西部城市的航班，而维多利亚内港機場亦有來往溫哥華港、溫哥華國際機場和西雅圖的直升機和水上飛機服務。離域多利以北29公里的卑詩渡輪施瓦茲灣渡輪碼頭有航班前往大溫地區南部的措瓦森和多個海灣群島。此外亦有多項汽車和乘客渡輪服務連接域多利和華盛頓州多個城鎮。
维多利亚是橫加公路主綫（卑詩省1號公路）的西岸起點：該公路始於域多利市道格拉斯街和達拉斯路的交界處，往西北經沙尼治、維尤羅亞爾和蘭福德伸延至乃磨。此外，卑詩省17號公路的南端亦位於维多利亚市，自此往北經沙尼治、中沙尼治和悉尼伸延至北沙尼治的施瓦茲灣渡輪碼頭。

## 教育

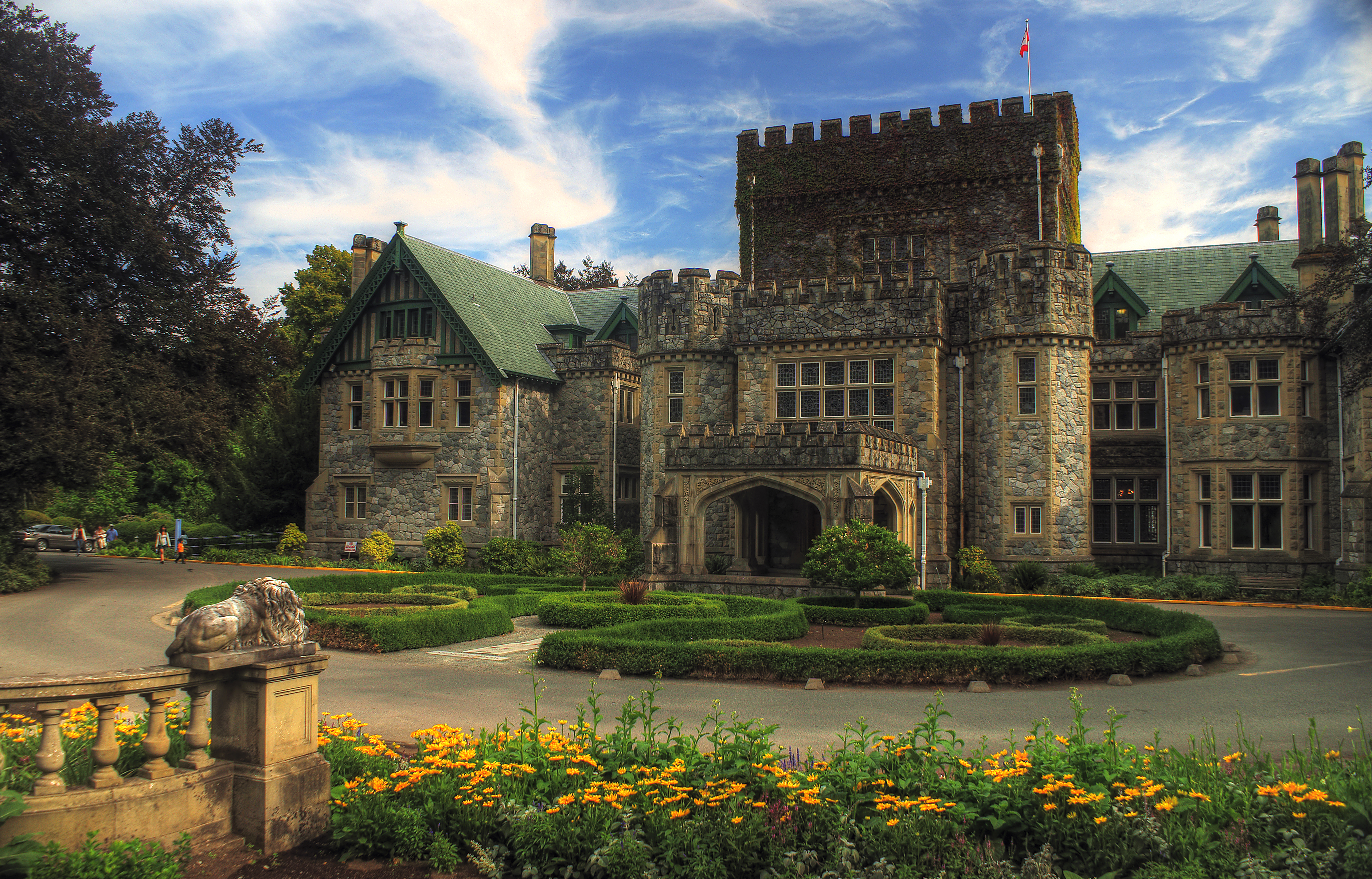
加拿大皇家大學

維多利亞市内的公共基礎教育服務由61號大維多利亞校區提供。高等教育方面，維多利亞一帶的三間高等學府皆位於該市市界以外：維多利亞大學、加拿大皇家大學及卡莫森學院。卑詩省議會大廈東側建有公營的皇家卑詩博物館。

## 媒體
维多利亚的主要報章為《殖民者時報》。市内也有數間電台和兩間地區電視台，分別為獨立頻道CHEK-TV和隸屬CTV第二台的CIVI-TV。國内其他電視網（如CBC、CTV、Citytv和環球電視）的訊號則源自溫哥華；维多利亚是全國唯一沒有CBC地區電視台的省府城市。

## 姊妹城市
- 新西兰內皮爾
- 中国蘇州
- 俄羅斯伯力
- 日本盛岡
- 中国長沙

## 外部連結
- 維多利亞市官方網頁 （页面存档备份，存于）
- 維多利亞市觀光協會 （页面存档备份，存于）